# USS Forrestal
«Форрестол» (англ. USS Forrestal (CV-59)) — американский авианосец, головной корабль своего типа. Назван в честь первого министра обороны США Джеймса Форрестола. По сути, «Форрестол» был первым авианосцем, полностью спроектированным в послевоенное время, при проектировании которого был полностью учтён опыт полученный во время Второй мировой войны, а также учтены требования реактивной авиации.
Контракт на постройку авианосца был подписан 12 июля 1951 года с компанией Northrop Grumman Shipbuilding, заложен на верфях компании в городе Ньюпорт-Ньюс 14 июля 1952 года. Спущен на воду 11 декабря 1954 года, зачислен в состав флота 1 октября 1955 года.
На флоте авианосец получил прозвища «Zippo» и «Forrest Fire» («лесной пожар») из-за многочисленных инцидентов с возгораниями на корабле, наиболее трагический из которых (29 июля 1967 года) унёс 135 жизней. Произошёл самопроизвольный запуск ракеты с одного из самолётов в результате случайного статического разряда. Выпущенная ракета, попав в один из стоящих на палубе самолётов, привела к началу серии взрывов боеприпасов и топлива, находящихся на верхней палубе. Возникший пожар продолжался 14 часов.
Выведен из состава флота 11 сентября 1993 года. В 2013 году ВМС США по итогам торгов продали авианосец за один цент техасской компании All Star Metals. Эта фирма оказалась единственным покупателем.
Разобран на металл в городе Браунсвилл в 2015 году.